# Acantholimon hindukushum
Acantholimon hindukushum är en triftväxtart som beskrevs av Mobayen. Acantholimon hindukushum ingår i släktet Acantholimon och familjen triftväxter. Inga underarter finns listade i Catalogue of Life.